# Marmelade (Artibonite)
Pour les articles homonymes, voir Marmelade.
Marmelade (Mamlad en créole haïtien) est une commune d'Haïti située dans le département de l'Artibonite et c'est le chef-lieu de l'Arrondissement de Marmelade.

## Géographie
Marmelade est situé dans le Massif du Nord. Les précipitations annuelles sont ici de 2 500 mm. Des nombreux fleuves y ont leurs sources.
Marmelade est relié aux villes des Gonaïves et de Cap-Haïtien par un important axe routier pavé et goudronné.

## Démographie
La commune est peuplée de 38 057 habitants(recensement par estimation de 2015).

## Administration
La commune est composée des sections communales de :
- Crête à Pins
- Bassin (ou Bilier)
- Platon

## Monuments et sites
- le Fort Jalousière fait partie d'une vingtaine d'ouvrages militaires construits sur le territoire d'Haïti après l'indépendance en 1804 : ce système défensif était dirigé contre un éventuel retour des Français, anciens maîtres de la colonie de Saint-Domingue.

## Économie
La canne-à-sucre et la mangue sont les principales cultures à Marmelade.
La culture maraîchère est également présente sur la commune de Marmelade.
Dans les zones déboisées des montagnes environnantes, on récolte des haricots et du manioc.
La famille du Président René Préval est originaire de Marmelade. Durant son mandat présidentiel, il a créé plusieurs projets sociaux, y compris un projet dans lequel les jeunes apprennent à fabriquer des meubles en bambou.
Cette zone est connue pour son calme même dans les moments de crise dans les autres endroits du pays.
Il fait souvent très froid à Marmelade.